# Usain Bolt

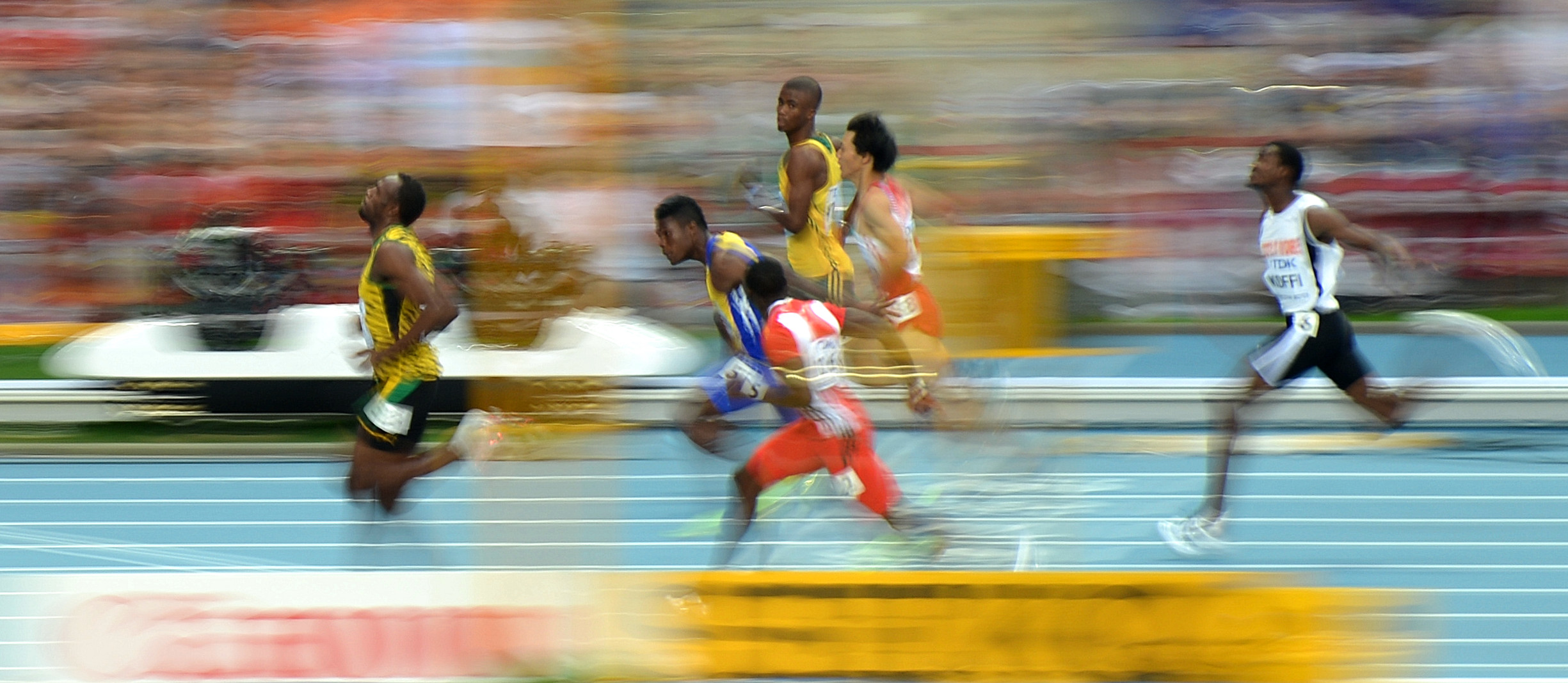
Usain Bolt encapçala la final dels 100 metres llisos al Campionat del Món d'atletisme de 2013.

Usain Bolt, conegut amb el sobrenom de el Llampec (en anglès the Lightning Bolt), (Sherwood Content, Trelawny, Jamaica, 21 d'agost de 1986) és un atleta jamaicà especialitzat en els 100 i els 200 metres llisos. Fa 1,95 metres d'alçada i té i un pes de 94 kg.

## Rècords i premis
Ostenta l'actual rècord del món tant en els 100 com en els 200 metres llisos amb unes marques de 9.58 i 19.19 segons respectivament. Va aconseguir aquestes marques al XII Campionat del Món d'atletisme celebrat a Berlín. Concretament, Bolt va aconseguir batre el rècord dels 100 metres llisos el 16 d'agost de 2009 i el dels 200 metres quatre dies més tard, el 20 d'agost de 2009.
Usain Bolt també té el rècord del món dels 4x100 metres llisos gràcies al temps de 36.84 segons, que va aconseguir als Jocs Olímpics de Londres 2012 en un equip format per Nesta Carter, Michael Frater, Yohan Blake i Usain Bolt, superant l'antic rècord de 36.84 segons que també estava en mans de Jamaica. Gràcies a la victòria va aconseguir el seu sisè or olímpic, i va tornar a guanyar al triplet aconseguit Pequín de 100, 200 i 4x100.
El 2008 i el 2009 fou reconegut atleta de l'any per la IAAF. També l'any 2009 el govern del seu país li va atorgar l'Orde de Jamaica, convertint-se en la persona més jove en rebre aquesta distinció.
El jamaicà es converteix en el primer atleta que guanya la prova dels 100 metres i els 200 metres en dos Jocs Olímpics consecutius.

## Carrera atlètica
Participant per Jamaica en el seu primer esdeveniment regional caribeny, Bolt va registrar una marca personal de 48,28 s en els 400 metres en els CARIFTA Games del 2001, guanyant una medalla de plata. També va aconseguir una medalla de plata als 200 metres amb una marca de 21,81 s.
Va fer la seva primera aparició en l'escenari mundial el Campionat del Món Juvenil de 2001 a Debrecen, Hongria. Va participar en els 200 metres, però no va poder classificar-se per la final. Tot i així va establir un nou rècord personal amb 21,73 s. Aquest any Bolt va anar als CARIFTA Games de nou, on va establir el rècord del Campionat en els 200 metres i en els 400 metres amb temps de 21,12 s i 47,33 s, respectivament. L'any 2002, als campionats júnior, va deixar el rècord dels 200 metres en 20,61 s i el del 400 metres en 47,12 s.
Al Campionat Mundial Juvenil del 2002 va guanyar els 200 m amb un temps de 20,61 s, 0.03 segons més lent que la seva millor marca personal de 20,58 s establerta a la primera ronda. La victòria als 200 m el va convertir en el medallista d'or júnior més jove de la història. El fet de competir a casa davant de l'afició local li va fer posar-se tan nerviós que fins i tot es va posar les sabates als peus equivocats. Com a membre de l'equip de relleus de Jamaica, també es va endur dues medalles de plata i va aconseguir els rècords nacionals en el 4×100 metres (39.15 s) i 4×400 metres (3:04.06 m).
L'any 2003 va guanyar quatre medalles d'or en els CARIFTA Games, i va ser guardonat amb el trofeu Austin Sealy com a l'atleta més destacat dels jocs. Va guanyar una altra medalla d'or al Campionat Mundial Juvenil de 2003. També va establir un nou rècord del campionat en els 200 m amb un temps de 20,40 s, malgrat un vent d'1,1 m/s. Va rebre la IAAF Rising Star Award de l'any 2002.
L'any 2004 Usain Bolt va superar el rècord mundial júnior de 200 metres, convertint-se en el primer atleta júnior a baixar de la barrera dels 20 segons, amb un temps de 19,93 segons. En els Campionats de Jamaica de 2007, va córrer els 200 metres llisos el 19,75 s, superant la plusmarca de Jamaica en poder del senyor Quarrie des de feia 36 anys, per 11 centèsimes de segon. En el Campionat del Món del 2007 a Osaka, Bolt va guanyar una medalla de plata als 200 m per darrere del nord-americà Tyson Gay. Va guanyar una altra medalla d'or en els Campionats del Món de la Joventut del 2003, corrent els 200 metres en 20,40 segons.
El 31 de maig de 2008 al Grand Prix de Nova York i superant a Tyson Gay, va batre el rècord mundial dels 100 m llisos que estava en possessió del seu compatriota Asafa Powell (9,74), deixant-la en 9,72 (amb 1,7 m / segon de vent a favor).
Usain Bolt, després d'imposar en la prova olímpica dels 100 metres llisos a Pequín, establint una nova marca mundial de 9,69 s. El 16 agost 2008 en els Jocs Olímpics de Pequín, el mateix Bolt va batre el rècord mundial que ell mateix ostentava a la final dels 100 metres llisos marcant un temps de 9,69 segons (sense presència de vent). Abans d'acabar la carrera, va començar a celebrar la seva victòria obrint els braços. Si no hagués fet aquests gestos, la seva marca podria haver baixat considerablement.
El 20 d'agost de 2008 a la final dels 200 metres llisos dels Jocs Olímpics de Pequín, Bolt va batre també el rècord mundial de Michael Johnson aconseguida en els Jocs Olímpics d'Atlanta 1996, amb un temps de 19,30 segons, superant així els 19,32 de Johnson. Va batre el 17 de maig de 2009 la millor marca mundial dels 150 m amb una plusmarca de 14,35 segons en una competició urbana a Manchester.
El 22 d'agost de 2008 a la final dels 200 metres llisos, l'equip de Jamaica format per Nesta Carter, Michael Frater, Usain Bolt i Asafa Powell arribaria en primera posició amb un temps de 37,10 segons, superant en quasi un segon a l'equip de Trinitat i Tobago que arribà a la meta en un temps de 38,06 segons. Tanmateix, Jamaica seria desposseïda de la medalla d'or perquè Nesta Carter donà positiu en un posterior control antidopatge.
El 16 d'agost de 2009, en els Mundials d'Atletisme de Berlín, Bolt va tornar a batre la plusmarca dels 100 metres llisos en la final amb un temps de 9,58 segons, rebaixant en 11/100 seva anterior marca. Per darrere d'ell van quedar Tyson Gay (9,71 s) i Asafa Powell (9,84 s). El vent bufava lleugerament a favor, a 0,9 m / s.
El 20 d'agost de 2009, en els Mundials d'Atletisme de Berlín, Bolt va tornar a batre la plusmarca dels 200 metres llisos a la final parant el cronòmetre el 19,19 segons, amb el qual va reduir en 11/100 l'anterior marca mundial, que era també seu. No obstant això, després de dos anys d'estar invicte en la prova de 100 m, el 6 agost 2010 Bolt va ser derrotat per Tyson Gay durant l'onzena data de la IAAF Diamond League de 2010 a l'Estadi Olímpic d'Estocolm. El seu registre va ser de 9,97 s, i 9,84 s la de Gay.
Als Jocs Olímpics de Londres 2012 va aconseguir el triplet en guanyar la medalla d'or als 100 metres llisos amb un temps de 9,63 s, rebaixant el seu propi rècord olímpic, l'or als 200 metres llisos (19,32 s.), i l'or amb rècord del món inclòs (36,84 s) al 4x100 juntament amb Nesta Carter, Michael Frater i Yohan Blake.
Abans de presentar-se als Jocs Olímpics de Rio de Janeiro 2016, durant una conferència el 8 d'agost del 2016, Bolt va declarar que aquests serien els últims Jocs en què participaria: «Aquests seran els meus últims Jocs Olímpics. Sé que molta gent no estarà feliç, però seran els últims, n'estic segur. M'ho he pensat molt de temps i crec que és el moment de fer-ho». De moment, Bolt ha aconseguit penjar-se la medalla d'or als 100 metres llisos amb un temps de 9,81 s, la seva millor marca de l'any, després d'haver remuntat els altres set finalistes amb un esprint final sobre el metre 70.

## Palmarès atlètic
| Any  | Competició                            | Lloc                   | Resultat | Distància      | Marca      |
| ---- | ------------------------------------- | ---------------------- | -------- | -------------- | ---------- |
| 2002 | Campionat del Món Júnior 2002         | Kingston, Jamaica      | 1r       | 200 metres     | 20.61 s    |
| 2002 | Campionat del Món Júnior 2002         | Kingston, Jamaica      | 2n       | 4x100m relleus | 39.15 s    |
| 2002 | Campionat del Món Júnior 2002         | Kingston, Jamaica      | 2n       | 4x400m relleus | 3:04.06 s  |
| 2003 | Campionat del Món de la Joventut 2003 | Sherbrooke, Canadà     | 1r       | 200 metres     | 20.40 s    |
| 2007 | Campionat del Món                     | Osaka, Japó            | 2n       | 200 metres     | 19.91 s    |
| 2007 | Campionat del Món                     | Osaka, Japó            | 2n       | 4x100m relleus | 37.89 s    |
| 2008 | Jocs Olímpics 2008                    | Pequín, Xina           | 1r       | 100 metres     | 9.69 s     |
| 2008 | Jocs Olímpics 2008                    | Pequín, Xina           | 1r       | 200 metres     | 19.30 s OR |
| 2009 | Campionat del Món 2009                | Berlín, Alemanya       | 1r       | 100 metres     | 9.58 s WR  |
| 2009 | Campionat del Món 2009                | Berlín, Alemanya       | 1r       | 200 metres     | 19,19 s WR |
| 2009 | Campionat del Món 2009                | Berlín, Alemanya       | 1r       | 4x100m relleus | 37.31 s    |
| 2011 | Campionat del Món 2011                | Daegu, Corea del Sud   | 1r       | 200 metres     | 19.40 s    |
| 2011 | Campionat del Món 2011                | Daegu, Corea del Sud   | 1r       | 4x100m relleus | 37.04 s    |
| 2012 | Jocs Olímpics 2012                    | Londres, Regne Unit    | 1r       | 100 metres     | 9.63 s OR  |
| 2012 | Jocs Olímpics 2012                    | Londres, Regne Unit    | 1r       | 200 metres     | 19.32 s    |
| 2012 | Jocs Olímpics 2012                    | Londres, Regne Unit    | 1r       | 4x100 relleus  | 36.84 s WR |
| 2013 | Campionat del Món 2013                | Moscou, Rússia         | 1r       | 100 metres     | 9,77 s     |
| 2013 | Campionat del Món 2013                | Moscou, Rússia         | 1r       | 200 metres     | 19,66 s    |
| 2013 | Campionat del Món 2013                | Moscou, Rússia         | 1r       | 4x100 relleus  | 37,63 s    |
| 2015 | Campionat del Món 2015                | Pequín, Xina           | 1r       | 100 metres     | 9,79 s     |
| 2015 | Campionat del Món 2015                | Pequín, Xina           | 1r       | 200 metres     | 19,55 s    |
| 2015 | Campionat del Món 2015                | Pequín, Xina           | 1r       | 4x100 relleus  | 37,36 s    |
| 2016 | Jocs Olímpics 2016                    | Rio de Janeiro, Brasil | 1r       | 100 metres     | 9,81 s     |
| 2016 | Jocs Olímpics 2016                    | Rio de Janeiro, Brasil | 1r       | 200 metres     | 19.78 s    |
| 2016 | Jocs Olímpics 2016                    | Rio de Janeiro, Brasil | 1r       | 4x100 relleus  | 37.27 s    |
|      |                                       |                        |          |                |            |

## Progressió de la seva marca personal
- Va córrer els 100 metres en 9,76 (vent +1,8) a Jamaica el 3 de maig de 2008, quedant-se a només dues centèsimes de la marca mundial.
- Va córrer els 100 metres a 9,72 (vent +1,7) als Estats Units el 31 de maig de 2008, aconseguint superar en dues centèsimes l'anterior plusmarca mundial.
- Va fer els 100 metres a 9,69 (vent 0) en els Jocs Olímpics de Pequín el 16 d'agost de 2008, batent una nova plusmarca mundial. Cal assenyalar que Bolt va començar a aturar metres abans d'arribar a la meta, en una mostra de clara superioritat. Mentre els seus contrincants feien un gran esforç per aconseguir una medalla, Usain Bolt ja es trobava celebrant la d'or, a aproximadament 30 metres de la meta, per la qual cosa és de suposar que podria haver fet un temps encara inferior. [12]
- En el Campionat Mundial d'Atletisme de Berlín de 2009 va recórrer (el 16 d'agost) els 100 metres a 9,58 s (vent +0,9) i els 200 metres (el 20 d'agost) a 19,19 s (vent - 0,3), baixant en ambdós casos en 11/100 seva pròpia marca.